# Kazuki Ota
Kazuki Ota (太田 一輝 Ota Kazuki?, nacido el 27 de enero de 1993 en Shizuoka) es un exfutbolista japonés que se desempeñaba como centrocampista.

## Trayectoria

### Clubes
| Club              | País  | Año         |
| ----------------- | ----- | ----------- |
| Azul Claro Numazu | Japón | 2015 - 2018 |

## Estadística de carrera

### J. League
| Club              | Año   | J. League | J. League | Copa J. League | Copa J. League | Total | Total |
| Club              | Año   | Part.     | Goles     | Part.          | Goles          | Part. | Goles |
| ----------------- | ----- | --------- | --------- | -------------- | -------------- | ----- | ----- |
| Azul Claro Numazu | 2017  | 26        | 2         | -              | -              | 26    | 2     |
| Total             | Total | 26        | 2         | 0              | 0              | 26    | 2     |